# 1732 Heike
Heike (asteroide 1732) é um asteroide da cintura principal com um diâmetro de 24,06 quilómetros, a 2,6733624 UA. Possui uma excentricidade de 0,1131622 e um período orbital de 1 911,67 dias (5,24 anos).
Heike tem uma velocidade orbital média de 17,15481019 km/s e uma inclinação de 10,78336º.
Esse asteroide foi descoberto em 9 de Março de 1943 por Karl Reinmuth.